# 緬甸穗唇魮
緬甸穗唇魮（学名：Crossocheilus burmanicus）为輻鰭魚綱鯉形目鲤科穗唇魮屬的其中一種，分布於亞洲印度及緬甸，棲息在水質清澈的高山溪流，體長可達16公分。